# Rolante (kommun)
Rolante är en kommun i Brasilien.   Den ligger i delstaten Rio Grande do Sul, i den södra delen av landet, 1 600 km söder om huvudstaden Brasília. Antalet invånare är 19 493.
Följande samhällen finns i Rolante:
- Rolante

I omgivningarna runt Rolante växer i huvudsak städsegrön lövskog. Runt Rolante är det glesbefolkat, med 18 invånare per kvadratkilometer.